# Base aérienne de Belaïa
Pour les articles homonymes, voir Belaïa.
La base aérienne de Belaïa (code OACI : UIIB) est une importante base de l'aviation à long rayon d'action des forces aérospatiales russes située dans le raïon d'Oussolié, dans l'oblast d'Irkoutsk, en Russie. Elle se trouve à 18 km au nord d'Oussolie-Sibirskoïe et à 85 km au nord-ouest d'Irkoutsk et est équipée d'une piste importante de 4 km et 38 aires de stationnement pour bombardiers.
Depuis 2009, la base est parfois surnommée Srednii.
La base abrite le 200e régiment de bombardement lourd de la Garde équipé du Tu-22M3, le 444e régiment d'aviation de bombardement lourd équipé du Tu-22M3 et le 181e escadron d'aviation mixte indépendant équipé des An-12 et An-30. Tous les régiments sont sous le contrôle de la 326e division d'aviation de bombardement lourd.
La flotte de bombardiers de la base, composée à plusieurs reprises d'avions Tu-16, Tu-22 et Tu-22M, joua un rôle considérable dans la stratégie soviétique en Asie. La base était particulièrement importante pour projection de la puissance soviétique contre la république populaire de Chine après la scission sino-soviétique de la fin des années 1960.

## Historique

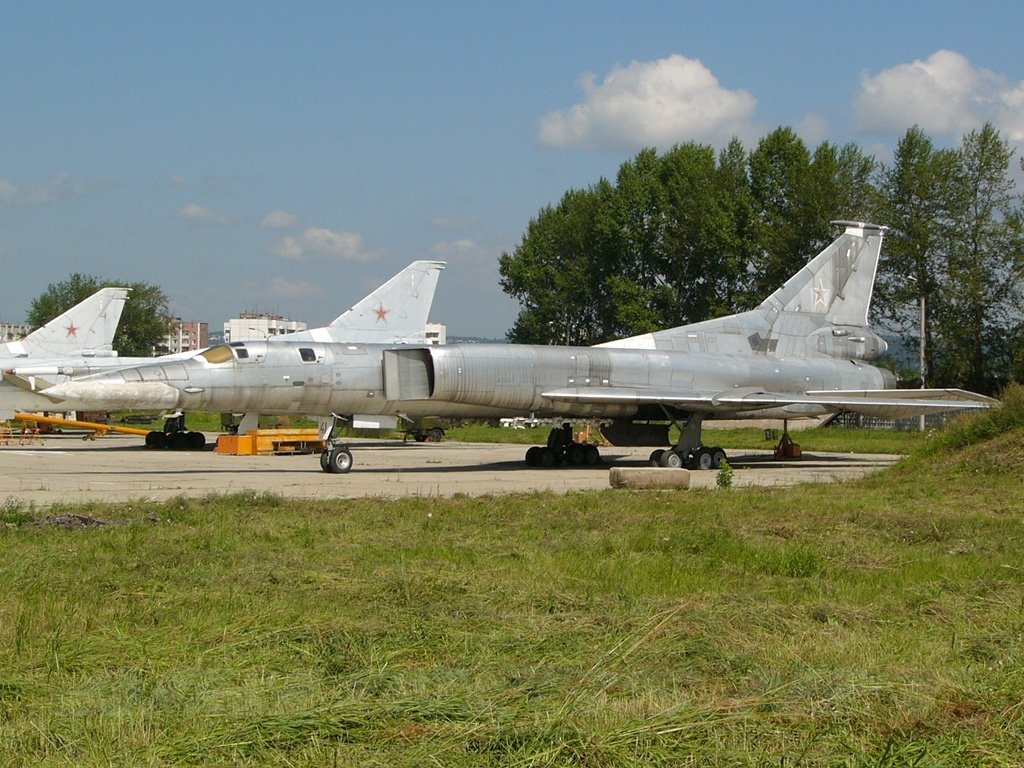
Tu-22M0 à Belaïa en 2005.

Une unité de défense aérienne, le 350e régiment d'aviation de chasse des Voyska PVO (unité militaire  65319), arrive à Belaïa en 1946 ou 1950 et est équipée du MiG-17 entre 1955 et 1962, du Su-9 entre 1961 et 1967 et du Tu-128 en 1967.
En 1954, Belaïa est utilisée comme base de transit pour les avions Tu-4 envoyés en Chine pour observer les essais de bombes à fusion américaines dans le Pacifique, mais la piste n'est pas bitumée à cette époque. Vers la fin des années 1950, l'aérodrome est modernisé et reçoit des avions à propulsion nucléaire à partir de la fin des années 1960.
En 1982, selon des renseignements occidentaux, Belaïa accueille deux régiments équipés du Tu-22M2 Backfire-B subordonnés à l'armée de l'air d'Irkoutsk et un régiment de défense aérienne des Voyska PVO équipé du Tu-128 Fiddler subordonné au district de défense aérienne de Novossibirsk.
En 1984, le régiment de défense aérienne déménage à l'aéroport de Bratsk. Il fait successivement partie de la 26e division de défense aérienne du 39e corps de défense aérienne et du 54e corps de défense aérienne. Cependant, les régiments de bombardiers demeurent à la base.
Les unités stationnées à Belaïa entre 1945 et 1994 comprennent :
- le 1225e régiment d'aviation de bombardement lourd équipé du Tu-4 entre 1956 et 1958, du Tu-16 en 1958 et du Tu-16K en 1961. L'unité fut équipée du Tu-22M2 à partir de 1982 et conserva cet avion au moins jusqu'aux années 1990[5],[6]. Unité dissoute en 1994[7].
- 1229e régiment d'aviation de bombardement lourd équipé des mêmes avions et bénéficiant des renouvellements de flotte les années similaires au 1225e régiment. Unité dissoute en 1994[8].

Après la dissolution des régiments en 1994, le 200e régiment d'aviation de bombardement lourd de la Garde arrive de Babrouïsk, dans l'oblast de Mogilev, qui fait alors partie de la Biélorussie. Le 200e régiment stationnait dans cette ville depuis mai 1946. À Belaïa, l'unité passe sous le contrôle de la 326e division d'aviation de bombardement lourd. En 2006, les images de Google Earth montrent un total de 26 bombardiers à moyen rayon d'action Tu-22M garés dans les aires de stationnement, passant à 36 en 2018.
Le 1er décembre 2009, le 200e régiment est réorganisé en 6953e base aérienne de la Garde, qui sera ensuite réformée en décembre 2010 en groupe aérien de la 6952e base aérienne de la Garde (Oukraïnka).
En 2020, les bombardiers Tu-22M3 du 200e régiment de bombardiers lourds de la Garde serait déployé dans le cadre de l'aviation à long rayon d'action.
Une photo satellite le 31 mai 2025 montre 7 Tu-160, 6 Tu-95MS (Bear-H), 2 Il-78M (Midas), 6 An-26 et An-30, 2 An-12 (Cub), 39 Tu-22M3 et 30 MiG-31 sur cette base.
Le 1er juin 2025, elle est l'une des bases aériennes stratégiques attaquées par des drones ukrainiens lors de l'opération Toile d'araignée.